# يفون كورمير
يفون كورمير هو مصارع محترف كندي، ولد في 3 نوفمبر 1938 في دورتشستر في كندا، وتوفي في 4 مارس 2009 في مونكتون في كندا بسبب ورم نخاعي متعدد.

## روابط خارجية
- يفون كورمير على موقع CageMatch worker (الإنجليزية)